# Tapolyhermány
Tapolyhermány (szlovákul: Hermanovce nad Topľou) község Szlovákiában, az Eperjesi kerületben, a Varannói járásban.

## Fekvése
Varannótól 24 km-re északnyugatra, a Tapoly nyugati oldalán fekszik.

## Története
A község területe már a bronzkorban lakott volt, ezt bizonyítják az itt megtalált bronzkori leletek, melyek az i. e. 13. és 8. század közötti időből származnak.
A falu a német jog alapján keletkezett egy Hermann nevű soltész általi betelepítés után a 14. század közepén. A lipóci uradalom része volt, nevét soltészáról, egyben első bírájáról kapta. 1399-ben „Hermanvagasa” néven említik először, ekkor részben a sóvári uradalomhoz, részben a csicsvai váruradalomhoz tartozott. A patak jobb partján a Zemplén vármegye területére eső rész a csicsvai uradalomé, a bal parton a Sáros vármegye területére eső rész pedig a sóvári uradalomé volt. 1438-ban már említést tesznek fatemplomáról is, mai kőtemploma is a 15. században épült. 1600-ban 12 jobbágyház, templom, plébánia, és iskola is volt a településen. 1715-ben 27, 1720-ban 16 adózóval rendelkezett. 1787-ben 32 ház állt itt 248 lakossal.
A 18. század végén Vályi András így ír róla: „Tapoly Hermány. Tót falu Sáros Várm. földes Ura Dezsőfy, és több Urak, fekszik Bisztra felett Tapoly víze mellett, Hanusfalvának filiája, földgye sovány, mind a’ két féle fája, és legelője elég van.”
1828-ban már 84 háza volt 612 lakossal.
Fényes Elek 1851-ben kiadott geográfiai szótárában így ír a faluról: „Hermány, (Hermanovcze), két részre osztott tót falu, Zemplén és Sáros vmegyében, a Simonka hegy tövében, ut. p. Eperjestől 3 órányira: 130 romai, 80 görög kath., 328 evang., 40 zsidó lakossal, kath. fiók-egyházzal. Határa hegyes völgyes annyira, hogy csupán egy kis darab rétje fekszik rónaságon; földje szerfelett sovány, és főleg zabot és burgonyát terem. A zempléni részen 15 6/8 telek után urbéri szántó van 450 h., rét 50 h., majorsági szántó 200 h., bikkes erdő 1500 hold. Patakja a hegyekről annyi köveket sodor le, hogy a falu utczáit is járhatlanná teszik, s a gazdák kertjeiken át járnak udvaraikba. E patakon van 3 szegény malom. Bujanovics Eduard urnak pedig hamuzsirfőző intézete van itt, sőt ezelőtt porczelánt is kezdtek égetni, de már ez megszünt. Emlitést érdemel a sárosi oldalon fekvő Oblyik hegye, melly tojásdad alakban egészen elszigetelve áll, teteje kősziklás, s délnyugoti részén felette meredek, s az itt költeni szokott sólyommadarak ivadékait, a gyermekek ki szokták szedni, egyik kőszikláról a másikra magukat köteleken bocsátván. A felső kősziklán, melly 12 személynyi asztal nagyságu lapos, az utolsó urvacsora bevésve ábrázoltatik, de mikor és ki által vésetett be, senki sem tudja. A már emlitett patakban pisztrangokat is fognak. Birják a falut. Bujanovics Eduard, gr. Dessewffy Ferencz, és Reviczkyek.”
1900-ban 531 volt a lakosok száma. A trianoni diktátumig Sáros vármegye Girálti járásához tartozott.
1944-ben a falu támogatta a hegyekben harcoló partizánokat, ezért szeptember 7-én a németek felgyújtották. A tragédiára emlékmű emlékeztet.

## Népessége
| Év:            | 1994. | 2004.    | 2014.   | 2024.   |
| -------------- | ----- | -------- | ------- | ------- |
| Emberek száma: | 619   | 685      | 723     | 662     |
| Eltérés:       |       | +10,66 % | +5,54 % | -8,43 % |

| Év:            | 2023. | 2024.   |
| -------------- | ----- | ------- |
| Emberek száma: | 660   | 662     |
| Eltérés:       |       | +0,30 % |

1910-ben 654-en, többségében szlovákok lakták, jelentős magyar kisebbséggel.
2001-ben 653 lakosából 651 szlovák volt.
2011-ben 701 lakosából 675 szlovák.

## Nevezetességei
- Urunk mennybemenetele tiszteletére szentelt római katolikus temploma a 15. században épült, 1650-ben átépítették.